# Babel-17
Babel-17 este un roman științifico-fantastic din 1966 de Samuel R. Delany  în care ipoteza Sapir-Whorf (că limbajul influențează gândirea și percepția) joacă un rol important. Romanul a fost publicat prima dată la 17 mai 1966 de Ace Books. A primit Premiul Nebula pentru cel mai bun roman în 1966 împreună cu romanul Flori pentru Algernon de Daniel Keyes și a fost nominalizat la premiul Hugo pentru cel mai bun roman anul viitor (1967).
Delany a sperat că romanul Babel-17 va fi publicat inițial ca un singur volum împreună cu nuvela sa Empire Star (Steaua imperială), o nuvelă atipică despre călătoria în timp. Dorința lui Delany  a fost îndeplinită abia la o reeditare din 2001.

## Prezentare
În timpul unui război interstelar între două civilizații intergalactice umane (Alianța și Invadatorii), o parte dezvoltă un limbaj, Babel-17, care poate fi folosit ca armă. Cine învață limbajul se transformă într-un trădător fără voia sa, deoarece îi modifică percepția și gândirea. Schimbarea este făcută să fie și mai periculoasă prin îmbunătățirea seducătoare a altor abilități (telepatice de exemplu).
Acest lucru este descoperit de lingvista, poeta și telepata Rydra Wong, care este și căpitanul unei nave stelare. Ea este recrutată de guvernul său pentru a descoperi modul în care inamicul se infiltrează și îi sabotează pozițiile strategice. Inițial, Babel-17 este considerat un cod folosit de agenții inamici. Rydra Wong își dă seama că este un limbaj în sine și, în plus, că în timpul călătoriei are un trădător pe navă. Ulterior, Rydra constată că ea însăși devine trădătoare în timp ce află mai multe despre Babel-17. Ea este însă salvată de echipajul ei dedicat, care își dă seama de pericol și îi neutralizează efectele.
Romanul tratează mai multe aspecte legate de particularitățile limbajului, modul în care condițiile de viață duc la formarea cuvintelor și a sensului și modul în care cuvintele în sine pot modela acțiunile oamenilor.

## Limbajul
Limbajul descris în romanul Babel-17 conține caracteristici lingvistice interesante, inclusiv absența oricărui pronume și nicio construcție cu litera „I”.
Ideea de a descrie modul în care limbile modelează stratul politic și cultural al societăților a fost tratată în alte câteva romane științifico-fantastice cum ar fi The Languages of Pao de Jack Vance,  Native Tongue de Suzette Haden Elgin, Deposedații de Ursula K. Le Guin, Embassytown de China Miéville sau Anthem de Ayn Rand, iar limbajul ca o armă apare în romanul lui Neal Stephenson, Snow Crash. În Native Tongue, Suzette Haden Elgin inventează un limbaj feminist denumit Láadan pentru a testa  ipoteza Sapir-Whorf.

## Piesă de teatru
În 2014, lucrarea Babel-17 a fost relatată în tandem cu o biografie parțială a primilor ani ai lui Samuel R. Delany, sub forma unei piese de teatru The Motion of Light in Water, bazată pe o autobiografie din 1988 cu același titlu, produsă de Elbow Room, o companie australiană de teatru condusă de Marcel Dorney.

## Legături externe
- en  Istoria publicării lucrării Babel-17 la Internet Speculative Fiction Database
- Babel-17  la Worlds Without End
- Errată pentru Babel-17, aprobată de către autor.
- Recenzie retrospectivă din 2009 de către Jo Walton: "Babel 17 a fost scris în 1966, anul în care am învățat să vorbesc."

## Vezi și
- 1966 în științifico-fantastic